# Districte d'Abbeville
El Districte d'Abbeville és un dels quatre districtes amb què es divideix el departament francès del Somme, a la regió dels Alts de França. Té 12 cantons i 169 municipis. El cap del districte és la sotsprefectura d'Abbeville.

## Cantons
cantó d'Abbeville-Nord - cantó d'Abbeville-Sud - cantó d'Ailly-le-Haut-Clocher - cantó d'Ault - cantó de Crécy-en-Ponthieu - cantó de Friville-Escarbotin - cantó de Gamaches - cantó d'Hallencourt - cantó de Moyenneville - cantó de Nouvion - cantó de Rue - cantó de Saint-Valery-sur-Somme

## Administració
- 2007 - 2010: Maryse Moracchini.
- 2010 - : Philippe Dieudonne